# Kick The Flame
Kick the Flame ist ein seit 2006 aktiver Musikverlag mit Sitz in Leipzig im Stadtteil Leipzig-Gohlis.  

## Gründung
Der Verlag ist eng mit der Leipziger Rock- und Metalband Disillusion verbunden. Ihr ehemaliger Gitarrist Rajk Barthel gründete den Verlag im Erscheinungsjahr des Disillusion-Albums Gloria im Jahr 2006 an dem er als Gitarrist mitwirkte. Schon 2004 entstand bei Barthel die Idee, für befreundete Musiker ein Management zu gründen, sie bei der Beschaffung von Tantiemen und im Selbstmarketing zu unterstützen. Bei seiner Gründung befand sich der Independent Verlag im 1910-11 von Architekt Emil Franz Hänsel geplanten Gebäudekomplex der ehemaligen Leipziger Pianoforte-Fabrik (Hupfeld Center) in Böhlitz-Ehrenberg. Heute befinden sich der Kick The Flame, das Echolux Studio und das PROTON Studio an einer ehemaligen Umformerstation eines Elektrizitätswerks und heutigen Kreativgemeinschaft sas32 in der Sasstraße 32 im Leipziger Stadtteil Gohlis. 

## Geschichte
Die Entstehung von Kick The Flame ist in seinen Anfangstagen ebenfalls eng mit dem Hupfeld Center und dem dortigen Entstehen des heutigen Echolux-Aufnahmestudios vom Disillusion-Frontmann Andy Schmidt verbunden. In dieser kreativen Keimzelle befanden sich viele Proberäume der hier produzierten Bands und ihren Alben, u. a. auch von Disillusion. In diesem Aufnahmestudio wurden u. a. die Alben Gloria (Disillusion, 2006), Orange (Dark Suns, 2022) und 5 Ways To Illuminate Silence (Mourning Rise, 2008) produziert. Der Kreis der Musiker erweitert sich seither zusehends und kann als genreübergreifend gesehen werden. 
Schwerpunkt von Kick The Flame liegt heute im Independent Pop und im Folk. Der Verlag will aufstrebenden Künstlern, wie Komponisten, Autoren und Musikern professionelle und nachhaltige Unterstützung mit einem breiten Spektrum an individuellen Anforderungen unterstützen. Die Leistungen umfassen u. a. die finanzielle Unterstützung, kreativer Input sowie kompetente und pragmatische Hilfen bei allen Fragen, die das Musikgeschäft betreffen.

## Künstler (Auswahl)
Kick The Flame bietet vielen Bands und Kunstschaffende ein musikalisches Zuhause. Die folgende Liste bietet einen kleinen Überblick.
- An Early Cascade
- Berlin Syndrome
- Bikini Beach
- Electric Turtles
- Karl die Große
- Sarah Lesch
- The Micronaut